# 노르뒤르싱게이야르시슬라
노르뒤르싱게이야르시슬라(아이슬란드어: Norður-Þingeyjarsýsla)는 아이슬란드의 주이다. 이 주는 북동 지역에 있으며 아이슬란드 본섬의 가장 북쪽인 리프스타웅기반도가 있다.